# Sertularella patagonica
Sertularella patagonica är en nässeldjursart som först beskrevs av D'Orbigny 1846.  Sertularella patagonica ingår i släktet Sertularella och familjen Sertulariidae. Inga underarter finns listade i Catalogue of Life.